# Calle de Vallehermoso
La calle de Vallehermoso es una vía pública de la ciudad española de Madrid, situada en los barrios de Arapiles y Vallehermoso, distrito de Chamberí.

## Descripción
La vía discurre desde la calle de Alberto Aguilera hasta la avenida de Filipinas, punto en el que conecta con la calle de Santander. El título, de origen popular, se asentó con el tiempo. Aparece descrita en Las calles de Madrid (1889) de Hilario Peñasco de la Puente y Carlos Cambronero con las siguientes palabras:

Vallehermoso. Desde el Paseo de Areneros al campo. Es de apertura moderna. El nombre fué dado particularmente por los vecinos, y luego pasó á ser oficial.
(Peñasco de la Puente y Cambronero, 1889, p. 546)